# Seznam pořadů vysílaných na TV Nova
Toto je seznam původních pořadů, které vznikly pro TV Nova a byly či stále jsou na jejím hlavním programu vysílány.

## Aktuálně vysílané

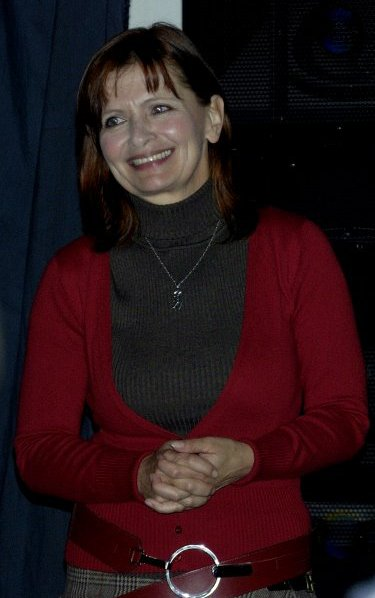
Ljuba Krbová – hvězda seriálu Ulice

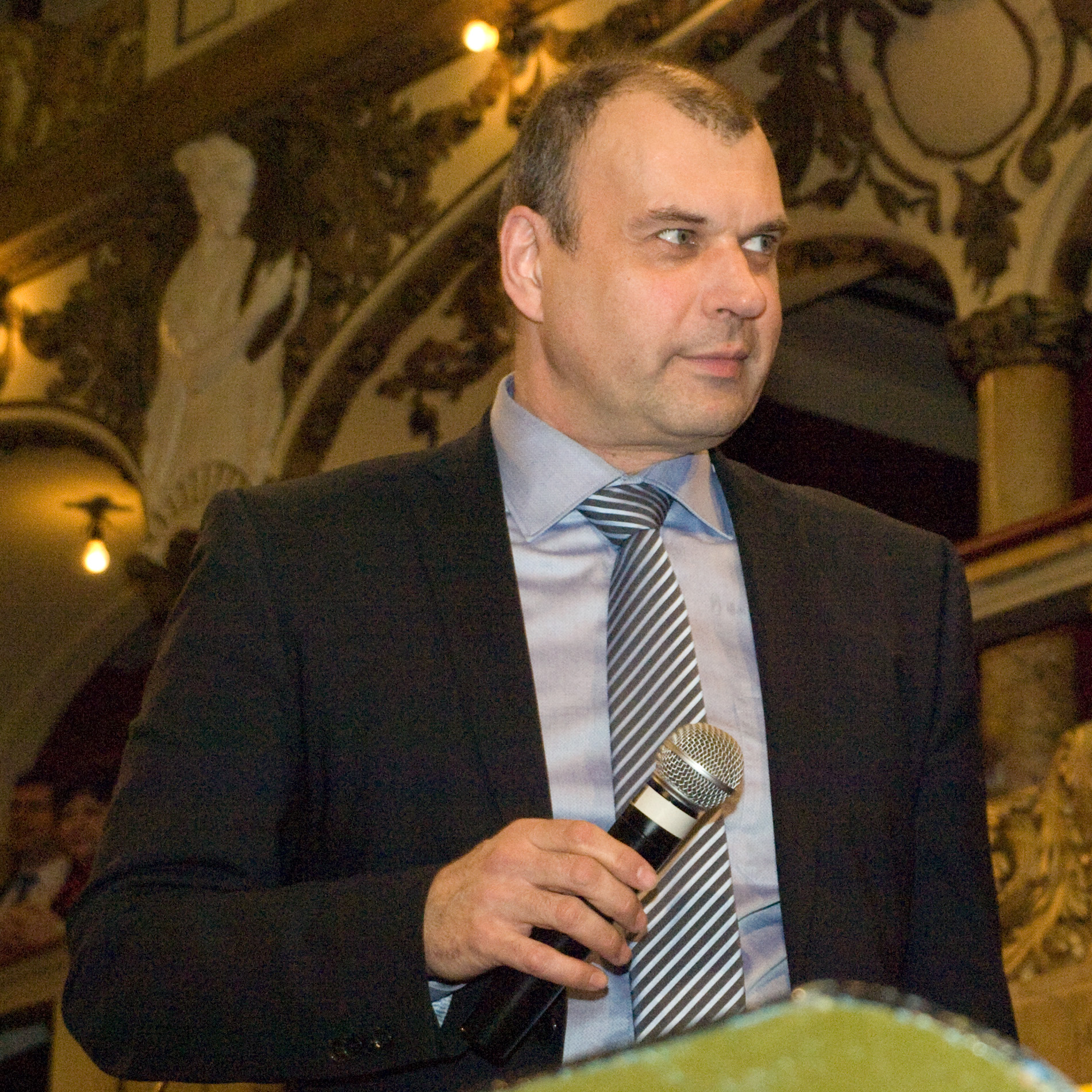
Petr Rychlý – hvězda seriálu Ordinace v růžové zahradě 2 a moderátor pořadů Rady ptáka Loskutáka a Hvězdná párty

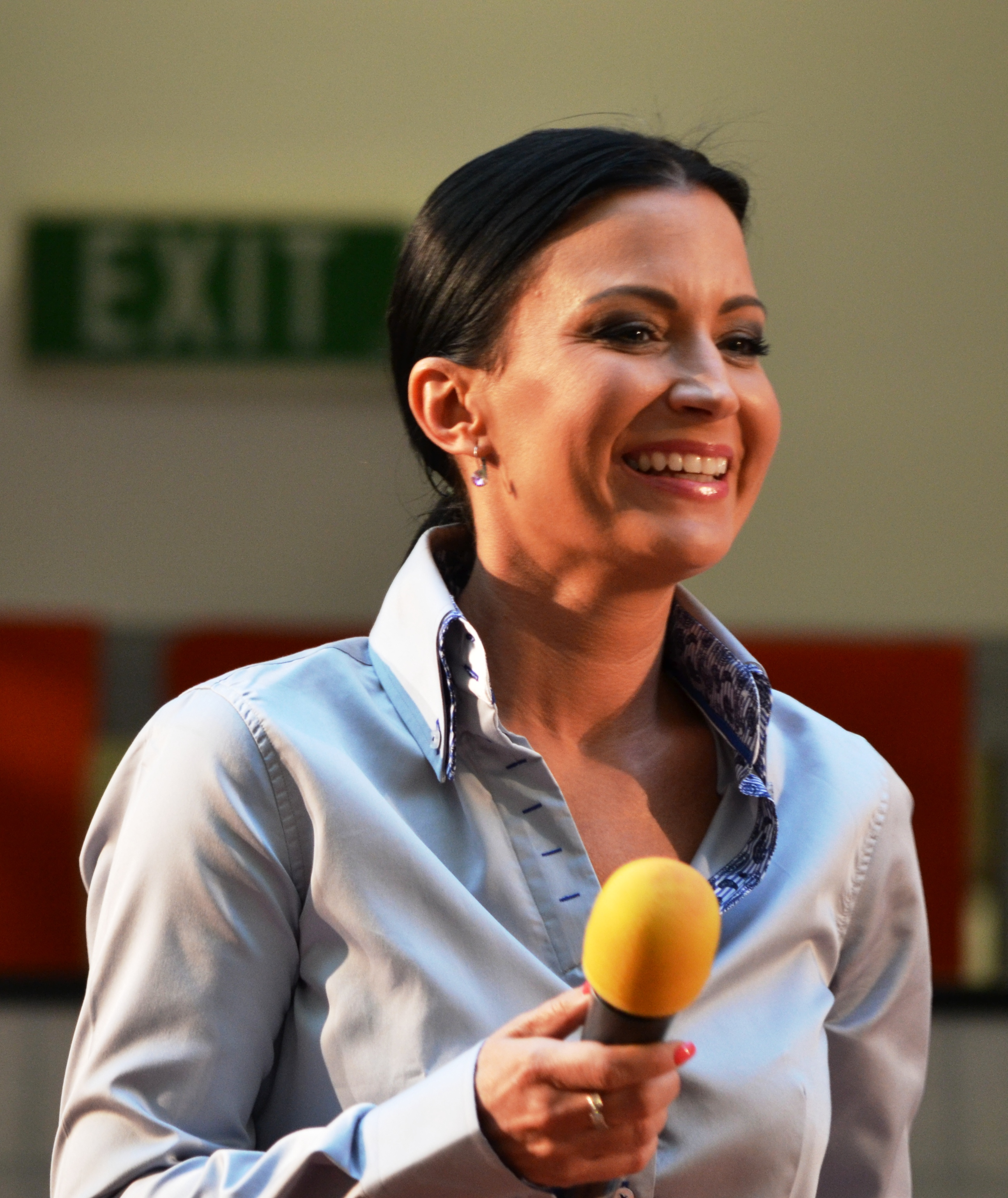
Gabriela Partyšová – moderátorka pořadu Prásk! a Snídaně s Novou

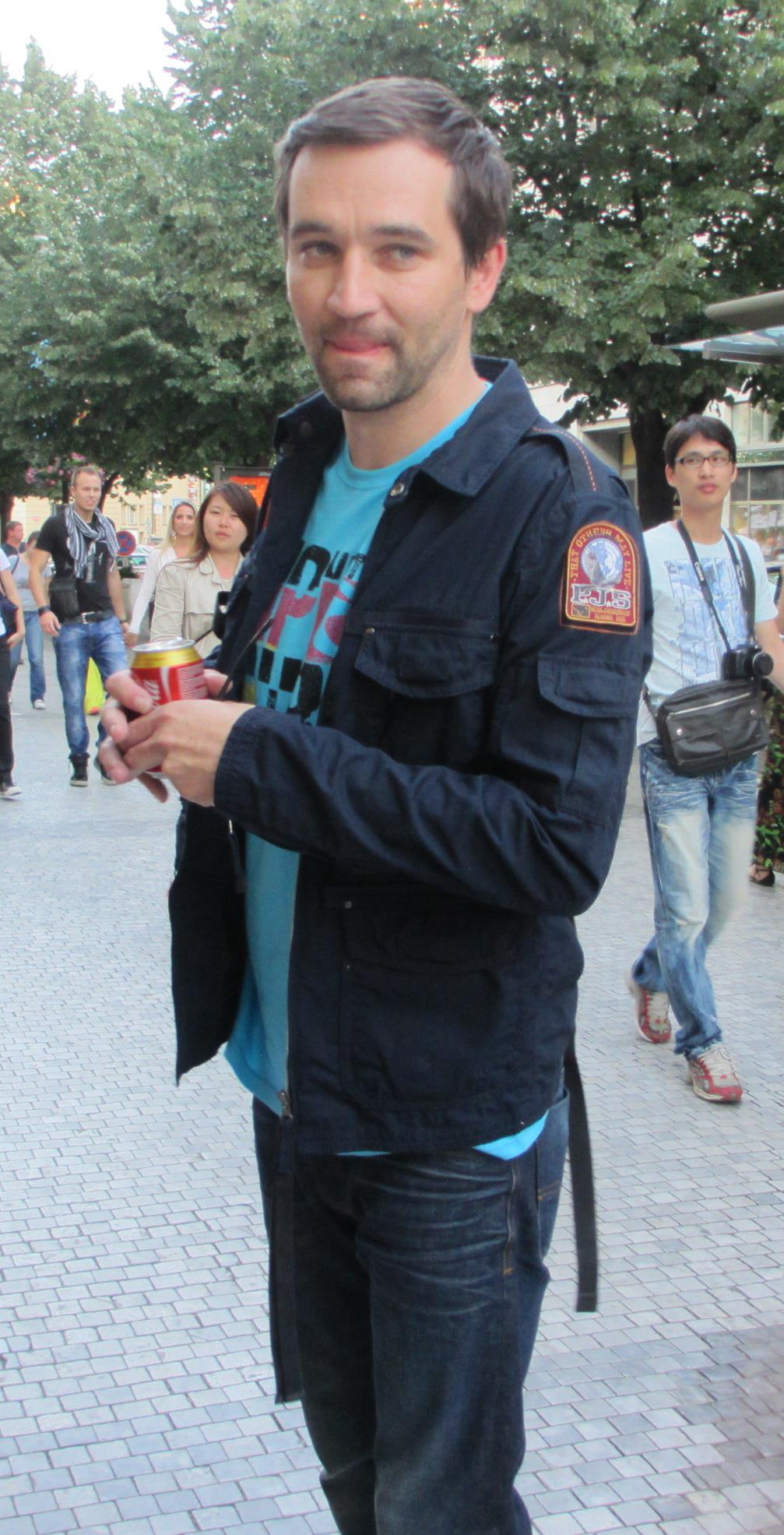
Ondřej Sokol – moderátor show Tvoje tvář má známý hlas a soutěže Na lovu

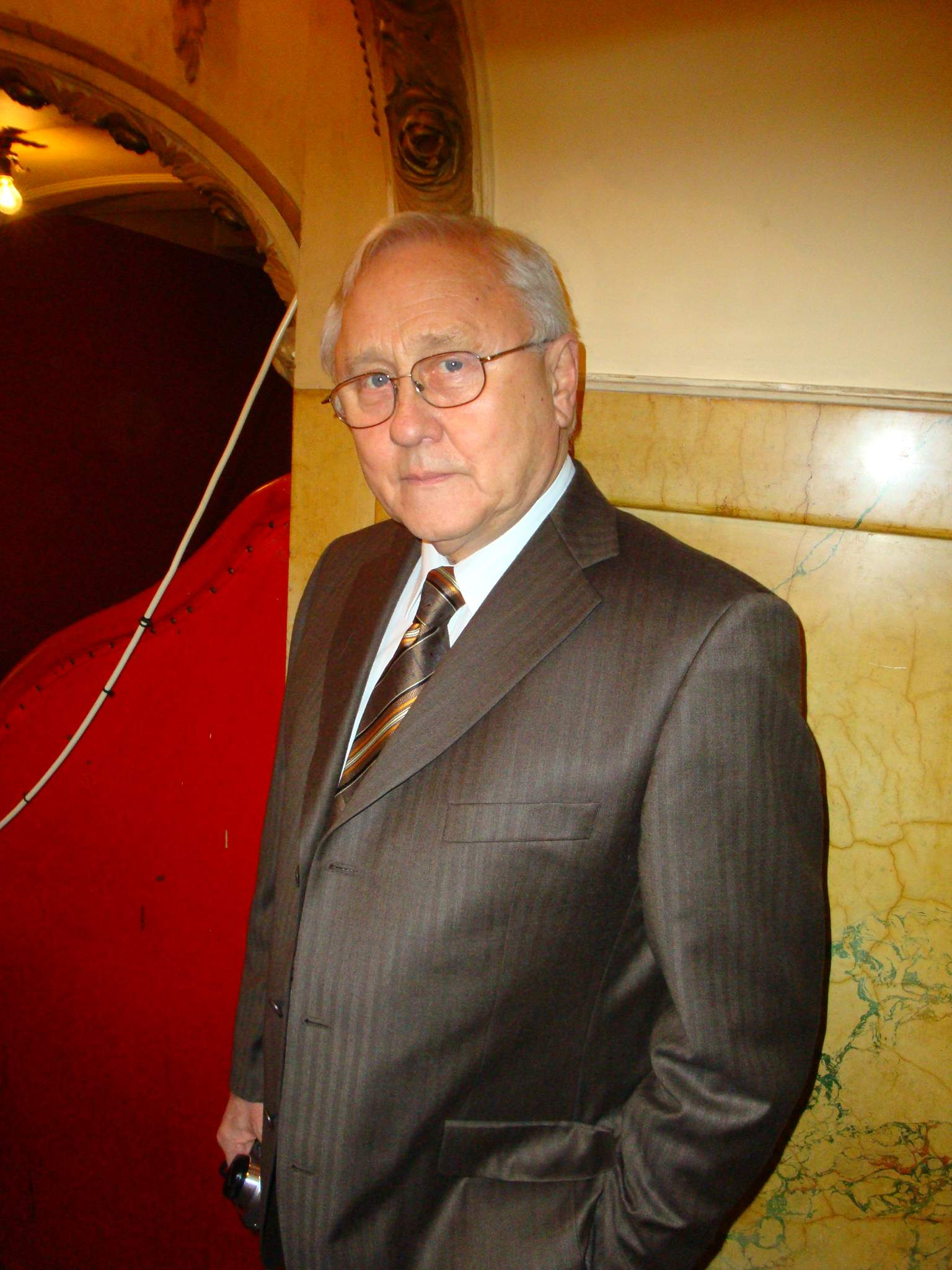
Jaroslav Satoranský – hvězda seriálu Policie Modrava

### Seriály
- Ulice (2005–dosud)
- Kriminálka Anděl (2008–dosud)
- Specialisté (2017–dosud)
- Jedna rodina (2023–dosud)
- Případy mimořádné Marty (2022–dosud)
- Odznak Vysočina (2022–dosud)
- Vraždy v kraji (2025–dosud)

### Seriály pro Oneplay
- Ordinace v růžové zahradě 2 (Nova: 2005–2021; Oneplay: 2021–dosud)
- Studna (2025)
- Král Šumavy (2022–2025)
- Sex O'Clock (2023–dosud)
- Extraktoři (2023–dosud)
- Medvěd (2025–dosud)
- Bora (2025–dosud)

### Soutěžní pořady
- Na lovu (2021–dosud)
- Na lovu: Hvězdný speciál (2022–dosud)
- Superlov (2023–dosud)

### Ocenění/Soutěže krásy/Velké události
- Český slavík (1997–2017; 2021–dosud)
- Noc filmových nadějí (2007–2011; 2015–dosud)

### Zpravodajství
- Snídaně s Novou (1994–dosud)
- Televizní noviny (1994–dosud)
- Odpolední Televizní noviny (2007–dosud)
- Ranní Televizní noviny (2011–dosud)
- Polední Televizní noviny (2011–dosud)

### Reality show
- Výměna manželek (2005–dosud)
- SuperStar (2009–dosud)
- Utajený šéf (2018–dosud)
- Love Island Česko & Slovensko (2021–dosud)
- MasterChef Česko (2015–dosud)
- Survivor Česko & Slovensko (2022–dosud)
- Big Brother (2023–dosud)
- Hell’s Kitchen Česko (2024–dosud)
- Možné je všechno! (2024–dosud)
- Bachelor Česko (2024–dosud)
- Extrémní proměny (2025–dosud)
- Farma (2012; 2025–dosud)

### Publicistické pořady
- Střepiny (2002–dosud)
- Víkend (2005–dosud)
- Za pět minut dvanáct (2023–dosud)
- Na vaší straně (2024–dosud)

### Ostatní pořady
- Tescoma s chutí (2009–dosud)
- Život ve hvězdách (2018–dosud)
- My, chalupáři (2024–dosud)
- Ledničko, vyprávěj! (2024–dosud)
- Vaše kouzelná zahrada (2024–dosud)

## Připravované
- Milionáři (seriál) – komediální seriál
- Pád domu Kollerů – komediální seriál pro Oneplay
- Metoda Markovič: Straka – seriál pro Oneplay
- Miluji tě navždy, táta – seriál pro Oneplay
- Asijský expres – reality show
- Monyová – seriál pro Oneplay
- Record(wo)man – seriál pro Oneplay
- Oddíl B – seriál pro Oneplay
- Štěstíčku naproti – seriál pro Oneplay
- Spřízněná duše – seriál
- Slovan Liberec: Zpátky na vrchol – dokumentární seriál pro Oneplay
- Za zavřenými dveřmi – dokumentární seriál pro Oneplay
- Jáma lvová – reality show

## Již nevysílané

### Seriály
- Draculův švagr (1996)
- Pojišťovna štěstí (2004–2010)
- Redakce (2004–2006)
- On je žena! (2005)
- Místo v životě (2006–2008)
- Světla pasáže (2007)
- Soukromé pasti (2008; 2011)
- Dokonalý svět (2010)
- Okresní přebor (2010)
- Policie Modrava (2011, 2015–2022)
- Hasiči (2011)[1]
- Expozitura (2011–2016)
- První krok (2012)
- Gympl s (r)učením omezeným (2012–2013)
- Doktoři z Počátků (2013–2016)
- Na vodě (2016)
- Drazí sousedé (2016–2017)
- Dáma a Král (2017–2022)
- Profesor T. (2018)
- Kameňák (2019–2021)
- Anatomie života (2021)
- Pan profesor (2021–2022)
- Chlap (2022)
- Šéfka (2022)[2]
- Co ste hasiči (2021–2023)
- O mě se neboj (2022)
- Táta v nesnázích (2023)
- Zlatá labuť (2023–2024)
- Policie Hvar (2024)
- Taneční (2024)
- Záhadné případy (2024)

### Sitcomy
- Nováci (1995–1996)
- Hospoda (1996–1997)
- Policajti z předměstí (1999)
- Comeback (2008–2011)
- Helena (2012–2013; 2018)
- PanMáma (2013)

### Seriály pro Voyo/Oneplay
- Případ Roubal (2021)
- Vegani a Jelita (2021)
- Mužketýři (2021–2022)
- Guru (2022)
- Národní házená (2022)
- Jitřní záře (2022)
- Gumy (2022)
- Iveta (2022–2024)
- Vědma (2023)
- Matematika zločinu (2023)
- Ondřej Sokol: Celebrity (2023)
- Metoda Markovič: Hojer (2024)
- Málo mě znáš (2024)
- Kauza Kramný (2024)
- Mozaika (2024)

### Soutěžní pořady
- Bingo (1994–1997)
- Riskuj! (1994–2006)
- Český bodyguard (1994–2000)
- Kolotoč (1996–2003)
- Rozjezdy pro hvězdy (1997–2003)
- Rande (1997–200?)
- DO-RE-MI (1998–2004)
- Rychlý prachy (1998–2003)
- XXL (1998–2009)
- Zlatíčka (1998–2005)
- Natočto! (1999–2005)[3]
- Riskuj na kolotoči (1999–2000)
- Čtveráci (1999–2001)
- Chcete být milionářem? (2000–2005; 2016–2017)
- Vabank (2001–2002)
- Nejslabší! Máte padáka! (2002–2004)
- Pálí vám to? (2003–2005)[3]
- 1 proti 100 (2004–2005)
- Scénky na scénu (2005)
- Jsi chytřejší než páťák? (2007)
- Co na to Češi (2016–2021)
- Lego Masters (2022)
- Praha – den & noc (2022–2022)[4]

### Ocenění/Soutěže krásy/Velké události
- Miss ČR (1996–2008)
- Miss Aerobic ČR (1996–2009)
- ANNO (1995–2010)
- Miss desetiletí (1997)
- Fotbalista roku (1998–2005)
- Zlatá hokejka (1998–2005)
- Silvestr (1998–2005; 2013)
- Miss tisíciletí (2000)
- TýTý (2004–2008)
- Česká Miss (2005–2010)
- Mejdan roku z Václaváku (2006–2008)
- Mejdan roku z Obýváku (2009–2010)
- Mattoni Koktejl Festival (2014–2016)
- Bláznivá noc (2015)

### Zpravodajství
- Právě dnes (1994–2004)
- Noční Televizní noviny (2011–2013)
- Víkendová snídaně (2022–2024)

### Reality show
- Česko hledá SuperStar (2004–2006)
- Milionový pár (2004)
- Big Brother (2005)
- Bailando (2007)
- Vem si mě! (2007)
- X Factor (2008)
- Dům snů (2009)
- Druhá šance (2009)
- Talentmania (2010)
- Wipeout (2011)
- MasterChef (2012)
- 4 svatby (2012–2015)
- The Voice Česko Slovensko (2012–2014, 2019)
- Chart Show (2014; 2017–2018)
- Nejlíp vaří moje máma! (2015)
- Mise nový domov (2016–2019)
- Tvoje tvář má známý hlas (2016–2022)
- Robinsonův ostrov (2017–2018)
- Malé lásky (2017–2022)
- O 10 let mladší (2018–2019)
- Svatba na první pohled (2020–2021)
- Pohlreichův souboj restaurací (2023)
- Big Brother (Česko a Slovensko) (2023)
- Ztracená rodina (2023)

### Publicistické pořady
- Volejte řediteli (1994–2003)
- Volejte Novu (2003–2022)
- Občanské judo (1994–2011)
- Na vlastní oči (1994–2009; 2012–2013)
- Nová cestománie (2004–2006)
- Koření (2005–2024)
- 112 (2006–2011)
- Natvrdo (2008)
- Příběhy bez scénáře (2010; 2016)
- Vizita (2010)
- Česko k neuvěření (2011–2012)
- Cesta na Hrad (2012; 2018)
- Víkendové prázdniny (2013–2014)
- Upgrade (2015)
- Česko za zázraky a tajemstvím (2015)
- Příběhy českých zločinů (2019)

### Talk show
- Mr. GS (2008–2009)
- Neviňátka (2009)

### Ostatní pořady
- Karambol (1995)
- Triga (1997)
- Ruská ruleta (1994–1998)
- Eso (1994–2009)
- Gumáci (1994–1996)
- Liga politiků (1994)
- Čundrcountry show (1994–2001)
- Dobré bydlo (1999–2000)
- Ptákoviny (1994–2000)
- Tabu (1994–2001)
- Uzel (1994)
- Vox populi (1994–1999)
- Horoskopičiny (1996–1999)
- TV Znova (1995–1997)
- Gilotina (1996–2001)
- Peříčko (1997–2004)
- Áčko (1997–2002)
- Novoty (1997–2001)
- Senzibilšou (1997)
- Kotel (1998–2006)
- Počasíčko (1998–2004)
- Zlatá mříž (1998–2006)
- Prásk! (1998–2006; 2013–2018)
- Babeta (1999–????)
- Skopičiny (1999–2003)
- Go Go šou (2000–2006)
- Lucie na bílo (1999–200?)
- P.F. (2000–200?)
- Tele Tele (2000–2007)[3]
- Věštírna (2000–????)
- Souhvězdí Novy (2000–????)
- Hogo Fogo (2000 - 2004)
- Dobroty (2001–2004)
- Gulášek (2001–????)
- Bárymetr (2001–????)
- Tyjátr (2001–????)
- Politické harašení (2001–2006)
- Sedmička (2001–2006)
- Rady ptáka Loskutáka (2001–2024)
- Country estráda (2002–2005)
- Zálety (2002–????)
- Volenka (2003–????)
- Paškál (2003)
- Mléčná dráha (2003–????)
- Úsměv, prosím! (2004–????)
- Báječný ženský (2004–????)
- Tenkrát s Lucií Vondráčkovou (2004–????)
- Ku-ku (2004–????)
- Tenkrát na východě (2004–2005)
- VIP na cestách (2005–2006)
- Šárka! (2005)[5]
- To nevymyslíš! (2005–????)
- Smějeme se s Petrem Rychlým (2005–????)
- Neřeš, nepřepínej (2006)
- Zvoňte dvakrát! (2006)
- Evergreen show (2006)
- Svatby paní Veroniky (2006)
- Maxi Clever (2006–2008)
- Přísně tajné! (2008)
- Babicovy dobroty (2008–2014)
- Polepšovna mazlíčků (2009)
- Stahovák (2009–2010)
- Mezi hvězdami (2011)
- Grilování s Vodouchem (2012)
- Sígři ve výslužbě (2013; 2015)
- Rychlovky Ládi Hrušky (2014–2015)
- U Haliny v kuchyni (2014–2015)
- Holky pod zámkem (2015–2019)
- Hvězdná párty (2016)
- Rodinné případy (2019)
- Loskuták na výletě (2020–2021)
- Souboj na talíři (2021–2023)